# Torsion Activated Vibration Absorbing System
TAVAS staat voor: Torsion Activated Vibration Absorbing System. 
Dit is de ophanging van het motorblok van de in 1998 gepresenteerde Excelsior-Henderson Super X-motorfiets. Deze speciale ophanging moest de motortrillingen elimineren maar slaagde daar niet erg in.